# Ziketan
La ville de Ziketan (子科滩镇) est une ville rurale du Xian de Xinghai de la Préfecture autonome tibétaine de Hainan, dans la province du Qinghai, en République populaire de Chine. Ziketan couvre environ une surface de 3 000 km2 et a une population de 10 000 habitants.
Ziketan est à 167 km au sud ouest de Xining, la capitale de la province du Qinghai. Ziketan se trouve à environ 1 300 km à l’ouest de Beijing.

### Video
- "Qinghai pneumonic plague under control" (China Central Television; 2009-08-06 09:37 BJT)